# Grzegorz Bociek
Grzegorz Bociek (Opoczno, 6 de junio de 1991) es un jugador profesional de voleibol polaco, juego de posición opuesto.

## Palmarés

### Clubes
Copa de Polonia:
- 2014, 2017

Campeonato de Polonia:
- 2016, 2017

### Selección nacional
Universiadas:
- 2013